# NGC 825
NGC 825 ist eine Spiralgalaxie vom Hubble-Typ Sa im Sternbild Walfisch am Südsternhimmel, die schätzungsweise 154 Millionen Lichtjahre von der Milchstraße entfernt ist. In optischer Nähe befindet sich die Galaxie IC 208. Die Galaxie ist das hellste Mitglied der NGC 825-Gruppe (LGG 47).

Das Objekt wurde von dem Astronomen Albert Marth am 18. November 1863 mithilfe eines 48-Zoll-Teleskops entdeckt.

## NGC 825-Gruppe (LGG 47)
| Galaxie  | Alternativname | Entfernung/Mio. Lj |
| -------- | -------------- | ------------------ |
| NGC 825  | PGC 8173       | 154                |
| IC 1776  | PGC 7952       | 155                |
| IC 208   | PGC 8167       | 160                |
| PGC 8214 | UGC 1649       | 150                |
| PGC 8207 | UGC 1646       | 153                |